# Ȋ
Cette page contient des caractères spéciaux ou non latins. S’ils s’affichent mal (▯, ?, etc.), consultez la page d’aide Unicode.
Ȋ (minuscule : ȋ), appelé I brève inversée, est un graphème utilisé dans la notation de phonologie ou de poésie du croate ou du slovène.
Il s'agit de la lettre I diacritée d'une brève inversée.

## Représentations informatiques
Le I brève inversée peut être représenté avec les caractères Unicode suivants :
- précomposé (latin de base, diacritiques) :

| formes    | représentations | chaînes de caractères | points de code | descriptions                              |
| --------- | --------------- | --------------------- | -------------- | ----------------------------------------- |
| capitale  | Ȋ               | Ȋ                     | U+020A         | lettre majuscule latine i brève renversée |
| minuscule | ȋ               | ȋ                     | U+020B         | lettre minuscule latine i brève renversée |

- décomposé (latin de base, diacritiques) :

| formes    | représentations | chaînes de caractères | points de code | descriptions                                          |
| --------- | --------------- | --------------------- | -------------- | ----------------------------------------------------- |
| capitale  | Ȋ               | I◌̑                    | U+0049 U+0311  | lettre majuscule latine i diacritique brève renversée |
| minuscule | ȋ               | i◌̑                    | U+0069 U+0311  | lettre minuscule latine i diacritique brève renversée |